# 185020 Pratte
185020 Pratte è un asteroide della fascia principale. Scoperto nel 2006, presenta un'orbita caratterizzata da un semiasse maggiore pari a 2,7437659 UA e da un'eccentricità di 0,2148374, inclinata di 8,46460° rispetto all'eclittica.
L'asteroide è dedicato allo statunitense John R. Pratte, progettista di strumentazione osservativa.